# 遠山記念館
遠山記念館（とおやまきねんかん）は、埼玉県比企郡川島町にある博物館。
日興証券創設者遠山元一の邸宅と美術コレクションをもとに、1970年に開館した。運営主体は公益財団法人遠山記念館で、歴史的建造物である遠山家の邸宅・庭園と美術工芸コレクションを保存公開し、文化芸術の振興に寄与することを設置目的としている。遠山邸の建物は2018年度に国の重要文化財に指定された

## 概要
遠山家住宅は、遠山元一が母、美以のために建てた邸宅であった。建築にあたっては、総監督を弟の遠山芳雄が務め、設計監督は東京帝国大学を卒業し東京・神田で設計事務所を開いていた室岡惣七が、大工棟梁は東京・阿佐谷の中村清次郎が務めた。日本各地から銘材を集め、当時最高の建築技術を駆使。昭和8年（1933年）9月26日の着手より昭和11年（1936年）4月25日の竣工まで2年7ヵ月。直接工事に関係した者だけでも延べ3万5千人を動員したという。登録有形文化財である建造物の保存・公開とともに、美術工芸品の展示を行う美術館も所在する。美術館は改修工事のため2017年6月より休館し、2018年4月に再開館した。

## 所在地
- 埼玉県比企郡川島町白井沼675

## 文化財

### 重要文化財（美術工芸品）
- 紙本著色三十六歌仙切（頼基）佐竹家伝来
- 絹本著色春靄起鴉図 岡田半江筆
- 紙本著色布晒舞図 英一蝶筆
- 秋野蒔絵手箱
- 寸松庵色紙（むめのかを）
- 源頼朝筆書状（文治三年十一月九日山城介宛）

### 重要文化財（建造物）
建造物9棟及び土地が「旧遠山家住宅」として、2018年度に国の重要文化財に指定されている。2000年から2018年までは国の登録有形文化財。
- 旧遠山家住宅
  - 東棟
  - 中棟
  - 西棟
  - 土蔵
  - 茶室
  - 寄付待合
  - 長屋門
  - 庭門及び内塀
  - 裏門及び外塀
  - 附：雪隠
  - 附：腰掛待合
  - 附：図面17枚
  - 土地（宅地及びため池）7,862.47平方メートル（池、水路、橋4基を含む）

## 利用情報
- 所在地 埼玉県比企郡川島町大字白井沼675
- 開館時間 10:00-16:30（入館は16:00まで）
- 休館日 月曜日、年末年始ほか（詳細は公式サイト参照）
- アクセス
  - 首都圏中央連絡自動車道川島インターチェンジより車で7分
  - JR川越駅または桶川駅からタクシー
  - 近隣を運行する下記のバス路線があるが、本数が少ない上、記念館の近くにはバス停留所はない。2022年3月31日までは東武東上線若葉駅より、東武バスウエスト若03系統（川島町役場線[6][7]八幡団地経由 川島町役場行き）で「遠山記念館入口」（徒歩10分、平日6往復のみ）も利用できたが廃止された[8]。
    - JR埼京線・東武東上線川越駅及び西武新宿線本川越駅より、東武バスウエスト川越04系統桶川駅西口行き「牛ケ谷戸（うしがやと）」下車、徒歩20分（毎日運行。本数は1時間毎程度）
    - JR高崎線桶川駅西口より東武バスウエスト川越04系統本川越駅経由川越駅行き「牛ケ谷戸」下車、徒歩20分（毎日運行。本数は1時間毎程度）
- 館内及び近辺には、食事・喫茶等ができる施設はない。